# Нашацовиці
Нашацовиці (пол. Naszacowice) — село в Польщі, у гміні Подегродзе Новосондецького повіту Малопольського воєводства.
Населення — 771 особа (2011).
У 1975-1998 роках село належало до Новосондецького воєводства.

## Демографія
Демографічна структура станом на 31 березня 2011 року:
|          | Загалом | Допрацездатний вік | Працездатний вік | Постпрацездатний вік |
| -------- | ------- | ------------------ | ---------------- | -------------------- |
| Чоловіки | 389     | 122                | 241              | 26                   |
| Жінки    | 382     | 101                | 223              | 58                   |
| Разом    | 771     | 223                | 464              | 84                   |